# Переломов, Аскольд Михайлович
Аскольд Михайлович Переломов (род. 10 января 1935, Северный край) — российский физик-теоретик, доктор физико-математических наук (1973). Создатель теории обобщённых когерентных состояний. Автор и соавтор 4 книг и около 250 научных статей.  По состоянию на 2021 год имел более 12600 цитирований (Web of Science) своих работ. Индекс Хирша (2021) — 46.

## Биография
Родился в селе Нюксеница ныне Вологодской области.
Окончил физфак МГУ в 1959 году.
В 1963 г. защитил кандидатскую диссертацию в Институте теоретической и экспериментальной физики им. А. И. Алиханова под руководством Я. Б. Зельдовича. Работает (Университет Сарагосы) и проживает в Испании. Защитил кандидатскую диссертацию по теме «Некоторые вопросы теории элементарных частиц». Стал доктором физико-математических наук в 1973 году, защитив диссертацию по теме «Динамические симметрии в квантовой физике».